# Активация РНК
Активация РНК — процесс активации экспрессии генов короткими двуцепочечными РНК (англ. RNAa, small RNA-induced gene activation). Известно, что короткие двуцепочечные РНК (дцРНК) могут снижать экспрессию генов по эволюционно древнему механизму, называемому РНК-интерференцией (англ. RNAi). Такие короткие дцРНК называют малыми интерферирующими РНК (англ. siRNA). Явление РНК-интерференции может происходить как на уровне транскрипции, так и на посттранскрипционном уровне. Результаты исследований, опубликованные в 2006-2008 годах указывают на то, что наряду со снижением, короткие дцРНК могут также активировать экспрессию генов.
Показано, что двуцепочечные РНК, комплементарные промоторам генов, могут вызывать активацию транскрипции соответствующих генов. Наличие системы активации РНК показано при введении в клетки человека искусственных коротких активирующих РНК (англ. small activating RNA, saRNA). Недавно система активации РНК была обнаружена в клетках других млекопитающих, например, у мыши и крысы, что указывает на то, что активация РНК представляет собой общий способ регуляции генов у млекопитающих, и, возможно, других организмов.
Индукция экспрессии гена по механизму активации РНК длится необычно долго — до десяти суток. Такой длительный эффект, возможно, связан с эпигенетическими изменениями, вызываемыми дцРНК.